# Ајман Ашраф
Ајман Ашраф ел Сембескани (арап. أيمن أشرف, романизовано Ayman Ashraf Elsembeskany; Каиро, 9. април 1991) професионални је египатски фудбалер који игра у одбрани на позицијама левог бека.
Фудбалер је Ал Ахлија из Каира са којим је у досадашњој каријери освојио три титуле првака Египта (2009/10, 2010/11, 2017/18).
За сениорску репрезентацију Египта дебитовао је у пријатељској утакмици против Гвинеје играној 30. августа 2016. године. Селектор Ектор Купер уврстио га је на списак играча за Светско првенство 2018. у Русији.